# Korogi
Korogi (Stachys affinis) art i familjen kransblommiga växter som förekommer naturligt i Kina. Arten har ätliga rotknölar och odlas som rotfrukt.

## Namnförvirring
Arten går ibland under det vetenskapliga namnet Stachys sieboldii, men Stachys affinis publicerades 32 år tidigare och har alltså prioritet. Samma år som Bunge publicerade Stachys affinis, 1833, publicerade Fresen samma namn igen. Bunges namn publicerades dock i mars, medan Fresens kom i oktober, vilket gör Fresens namn till ett ogiltigt homonym. Stachys affinis Fresen betraktas numera som en synonym till Stachys aegyptiaca  

## Synonymer[2]
- Stachys sieboldii Miquel
- Stachys sieboldii var. alba (C.Y.Wu & H.W.Li) H.B.Chen
- Stachys sieboldii var. glabrescens C. Y. Wu
- Stachys sieboldii var. malacotricha Handel-Mazzetti
- Stachys tuberifera Naudin nom. inval.